# Noords Kampioenschap 1956/59
Het Noords Kampioenschap 1956/59 was de 7e editie van dit voetbaltoernooi. Het toernooi werd gespeeld tussen 10 juni 1956 en 18 oktober 1959. Er waren vier deelnemers. Zweden werd kampioen.

## Eindstand
| Team       | Gsp | W | G | V  | DV | DT | DS  | Ptn |
| ---------- | --- | - | - | -- | -- | -- | --- | --- |
| Zweden     | 12  | 9 | 2 | 1  | 45 | 17 | +28 | 20  |
| Noorwegen  | 12  | 6 | 2 | 4  | 27 | 26 | +1  | 14  |
| Denemarken | 12  | 5 | 3 | 4  | 30 | 23 | +7  | 13  |
| Finland    | 12  | 0 | 1 | 11 | 8  | 44 | –36 | 1   |

## Wedstrijden

### 1956
|                                              |                    |       |                                                        |                                                                                       |
| 10 juni «onderlinge duels» 14:00 uur (UTC+2) | Finland            | 1 – 3 | Zweden                                                 | Olympisch Stadion, Helsinki Toeschouwers: 15.465 Scheidsrechter: Helge Andersen (DEN) |
| 10 juni «onderlinge duels» 14:00 uur (UTC+2) | Olavi Lahtinen 20' |       | 26' Jan Ekström 35' Gösta Löfgren 44' Nils Åke Sandell | Olympisch Stadion, Helsinki Toeschouwers: 15.465 Scheidsrechter: Helge Andersen (DEN) |

|                                              |                                            |       |                                          |                                                                                          |
| 24 juni «onderlinge duels» 13:30 uur (UTC+1) | Denemarken                                 | 2 – 3 | Noorwegen                                | Københavns Idrætspark, Kopenhagen Toeschouwers: 35.600 Scheidsrechter: Sten Ahlner (SWE) |
| 24 juni «onderlinge duels» 13:30 uur (UTC+1) | Knud Lundberg 61' (pen.) Poul Pedersen 81' |       | 3' Gunnar Dybwad 10', 64' Knut Sandengen | Københavns Idrætspark, Kopenhagen Toeschouwers: 35.600 Scheidsrechter: Sten Ahlner (SWE) |

|                                                  |                 |       |                  |                                                                                 |
| 26 augustus «onderlinge duels» 13:15 uur (UTC+1) | Noorwegen       | 1 – 1 | Finland          | Ullevaalstadion, Oslo Toeschouwers: 20.345 Scheidsrechter: Gösta Lindberg (SWE) |
| 26 augustus «onderlinge duels» 13:15 uur (UTC+1) | Arne Høivik 62' |       | 8' Olli Forsgrén | Ullevaalstadion, Oslo Toeschouwers: 20.345 Scheidsrechter: Gösta Lindberg (SWE) |

|                                                   |         |                                                           |            |                                                                                        |
| 16 september «onderlinge duels» 14:00 uur (UTC+2) | Finland | 0 – 4                                                     | Denemarken | Olympisch Stadion, Helsinki Toeschouwers: 14.914 Scheidsrechter: Øivind Helgesen (NOR) |
| 16 september «onderlinge duels» 14:00 uur (UTC+2) |         | 31' Poul Pedersen 39' Jørgen Hansen 44', 87' Ove Andersen |            | Olympisch Stadion, Helsinki Toeschouwers: 14.914 Scheidsrechter: Øivind Helgesen (NOR) |

|                                                   |                                        |       |                    |                                                                              |
| 16 september «onderlinge duels» 13:15 uur (UTC+1) | Noorwegen                              | 3 – 1 | Zweden             | Ullevaalstadion, Oslo Toeschouwers: 32.952 Scheidsrechter: Väinö Niemi (FIN) |
| 16 september «onderlinge duels» 13:15 uur (UTC+1) | Finn Gundersen 15', 59' Harry Kure 55' |       | 71' Gösta Sandberg | Ullevaalstadion, Oslo Toeschouwers: 32.952 Scheidsrechter: Väinö Niemi (FIN) |

|                                                 |                   |       |                       |                                                                                  |
| 21 oktober «onderlinge duels» 13:30 uur (UTC+1) | Zweden            | 1 – 1 | Denemarken            | Råsundastadion, Solna Toeschouwers: 37.754 Scheidsrechter: Orjo Pättiniemi (FIN) |
| 21 oktober «onderlinge duels» 13:30 uur (UTC+1) | Gösta Löfgren 81' |       | 28' Jens Peder Hansen | Råsundastadion, Solna Toeschouwers: 37.754 Scheidsrechter: Orjo Pättiniemi (FIN) |

### 1957
|                                              |                       |       |                         |                                                                                              |
| 30 juni «onderlinge duels» 13:30 uur (UTC+1) | Denemarken            | 1 – 2 | Zweden                  | Københavns Idrætspark, Kopenhagen Toeschouwers: 51.600 Scheidsrechter: Gunnar Andersen (NOR) |
| 30 juni «onderlinge duels» 13:30 uur (UTC+1) | Jens Peder Hansen 17' |       | 40', 77' Henry Källgren | Københavns Idrætspark, Kopenhagen Toeschouwers: 51.600 Scheidsrechter: Gunnar Andersen (NOR) |

|                                                  |         |                                                                   |           |                                                                                    |
| 1 september «onderlinge duels» 14:00 uur (UTC+2) | Finland | 0 – 4                                                             | Noorwegen | Olympisch Stadion, Helsinki Toeschouwers: 15.684 Scheidsrechter: Sten Ahlner (SWE) |
| 1 september «onderlinge duels» 14:00 uur (UTC+2) |         | 7', 60' Kjell Kristiansen 18' Per Kristoffersen 40' Harald Hennum |           | Olympisch Stadion, Helsinki Toeschouwers: 15.684 Scheidsrechter: Sten Ahlner (SWE) |

|                                                   |                            |       |                                 |                                                                               |
| 22 september «onderlinge duels» 13:15 uur (UTC+1) | Noorwegen                  | 2 – 2 | Denemarken                      | Ullevaalstadion, Oslo Toeschouwers: 33.321 Scheidsrechter: Yrjö Kaivola (FIN) |
| 22 september «onderlinge duels» 13:15 uur (UTC+1) | Per Kristoffersen 21', 34' |       | 9' Poul Pedersen 61' Peder Kjær | Ullevaalstadion, Oslo Toeschouwers: 33.321 Scheidsrechter: Yrjö Kaivola (FIN) |

|                                                   |                                                                   |       |                    |                                                                                          |
| 22 september «onderlinge duels» 14:00 uur (UTC+1) | Zweden                                                            | 5 – 1 | Finland            | Råsundastadion, Solna Toeschouwers: 22.192 Scheidsrechter: Carl Frederik Jørgensen (DEN) |
| 22 september «onderlinge duels» 14:00 uur (UTC+1) | Gunnar Gren 18', 50', 77' Henry Källgren 62' Torbjörn Jonsson 73' |       | 72' Matti Sundelin | Råsundastadion, Solna Toeschouwers: 22.192 Scheidsrechter: Carl Frederik Jørgensen (DEN) |

|                                                 |                                                        |       |         |                                                                                             |
| 13 oktober «onderlinge duels» 13:30 uur (UTC+1) | Denemarken                                             | 3 – 0 | Finland | Københavns Idrætspark, Kopenhagen Toeschouwers: 33.200 Scheidsrechter: Bobby Davidson (SCO) |
| 13 oktober «onderlinge duels» 13:30 uur (UTC+1) | Finn Hansen 55' Ove Bech Nielsen 62' Mogens Machon 71' |       |         | Københavns Idrætspark, Kopenhagen Toeschouwers: 33.200 Scheidsrechter: Bobby Davidson (SCO) |

|                                                 |                                                                           |       |                                              |                                                                               |
| 13 oktober «onderlinge duels» 13:30 uur (UTC+1) | Zweden                                                                    | 5 – 2 | Noorwegen                                    | Råsundastadion, Solna Toeschouwers: 29.840 Scheidsrechter: Albert Dusch (FRG) |
| 13 oktober «onderlinge duels» 13:30 uur (UTC+1) | Agne Simonsson 1', 56' Gösta Sandberg 48' Jan Ekström 62' Gunnar Gren 90' |       | 80' (pen.) Harald Hennum 83' Gunnar Thoresen | Råsundastadion, Solna Toeschouwers: 29.840 Scheidsrechter: Albert Dusch (FRG) |

### 1958
|                                              |                                     |       |         |                                                                                   |
| 15 juni «onderlinge duels» 18:00 uur (UTC+1) | Noorwegen                           | 2 – 0 | Finland | Ullevaalstadion, Oslo Toeschouwers: 17.173 Scheidsrechter: Gottfried Dienst (SUI) |
| 15 juni «onderlinge duels» 18:00 uur (UTC+1) | Arne Pedersen 35' Harald Hennum 54' |       |         | Ullevaalstadion, Oslo Toeschouwers: 17.173 Scheidsrechter: Gottfried Dienst (SUI) |

|                                              |                   |       |                                   |                                                                                             |
| 29 juni «onderlinge duels» 18:30 uur (UTC+1) | Denemarken        | 1 – 2 | Noorwegen                         | Københavns Idrætspark, Kopenhagen Toeschouwers: 31.500 Scheidsrechter: Gösta Lindberg (SWE) |
| 29 juni «onderlinge duels» 18:30 uur (UTC+1) | Poul Pedersen 56' |       | 2' Bjørn Borgen 58' Arne Pedersen | Københavns Idrætspark, Kopenhagen Toeschouwers: 31.500 Scheidsrechter: Gösta Lindberg (SWE) |

|                                                  |                      |       | |                                                                                        |
| 20 augustus «onderlinge duels» 18:15 uur (UTC+2) | Finland              | 1 – 7 | Zweden | Olympisch Stadion, Helsinki Toeschouwers: 13.395 Scheidsrechter: Harald Heltberg (NOR) |
| 20 augustus «onderlinge duels» 18:15 uur (UTC+2) | Torbjörn Jonsson 69' |       | 13', 18' Reino Börjesson 39' Torbjörn Jonsson 50' Torbjörn Jonsson 52' Kauko Korpela 65' Henry Källgren 90' Agne Simonsson | Olympisch Stadion, Helsinki Toeschouwers: 13.395 Scheidsrechter: Harald Heltberg (NOR) |

|                                                   |                 |       |                                                                           |                                                                                   |
| 14 september «onderlinge duels» 14:00 uur (UTC+2) | Finland         | 1 – 4 | Denemarken                                                                | Olympisch Stadion, Helsinki Toeschouwers: 9.272 Scheidsrechter: Pyotr Belov (URS) |
| 14 september «onderlinge duels» 14:00 uur (UTC+2) | Kai Pahlman 80' |       | 13' Poul Pedersen 48' Mogens Machon 51' John Danielsen 68' John Danielsen | Olympisch Stadion, Helsinki Toeschouwers: 9.272 Scheidsrechter: Pyotr Belov (URS) |

|                                                   |           |                                      |        |                                                                                          |
| 14 september «onderlinge duels» 13:15 uur (UTC+1) | Noorwegen | 0 – 2                                | Zweden | Ullevaalstadion, Oslo Toeschouwers: 32.791 Scheidsrechter: Carl Frederik Jørgensen (DEN) |
| 14 september «onderlinge duels» 13:15 uur (UTC+1) |           | 2' Rune Börjesson 56' Agne Simonsson |        | Ullevaalstadion, Oslo Toeschouwers: 32.791 Scheidsrechter: Carl Frederik Jørgensen (DEN) |

|                                                 |                                                                   |       |                                         |                                                                                  |
| 26 oktober «onderlinge duels» 13:30 uur (UTC+1) | Zweden                                                            | 4 – 4 | Denemarken                              | Råsundastadion, Solna Toeschouwers: 43.938 Scheidsrechter: Orjo Pättiniemi (FIN) |
| 26 oktober «onderlinge duels» 13:30 uur (UTC+1) | Bengt Berndtsson 9' Rune Börjesson 32' Gunnar Gren 40' (pen), 70' |       | 11', 87' Ole Madsen 36' Henning Enoksen | Råsundastadion, Solna Toeschouwers: 43.938 Scheidsrechter: Orjo Pättiniemi (FIN) |

### 1959
|                                              |            |                                                                                      |        |                                                                                             |
| 21 juni «onderlinge duels» 13:30 uur (UTC+1) | Denemarken | 0 – 6                                                                                | Zweden | Københavns Idrætspark, Kopenhagen Toeschouwers: 53.000 Scheidsrechter: Albert Alsteen (BEL) |
| 21 juni «onderlinge duels» 13:30 uur (UTC+1) |            | 10', 44' Harry Bild 35' Agne Simonsson 40', 85' Bengt Berndtsson 42' Lennart Backman |        | Københavns Idrætspark, Kopenhagen Toeschouwers: 53.000 Scheidsrechter: Albert Alsteen (BEL) |

|                                              |                          |       |                                                          |                                                                                     |
| 28 juni «onderlinge duels» 19:00 uur (UTC+2) | Finland                  | 2 – 4 | Noorwegen                                                | Olympisch Stadion, Helsinki Toeschouwers: 11.915 Scheidsrechter: Aage Poulsen (DEN) |
| 28 juni «onderlinge duels» 19:00 uur (UTC+2) | Hannu Kankkonen 75', 88' |       | 6' Ragnar Larsen 10', 49' Harald Hennum 18' Bjørn Borgen | Olympisch Stadion, Helsinki Toeschouwers: 11.915 Scheidsrechter: Aage Poulsen (DEN) |

|                                                 |                                                     |       |                     |                                                                                         |
| 2 augustus «onderlinge duels» 18:00 uur (UTC+1) | Zweden                                              | 3 – 1 | Finland             | Malmö Stadion, Malmö Toeschouwers: 19.555 Scheidsrechter: Carl Frederik Jørgensen (DEN) |
| 2 augustus «onderlinge duels» 18:00 uur (UTC+1) | Harry Bild 7' Rune Börjesson 23' Agne Simonsson 48' |       | 13' Unto Nevalainen | Malmö Stadion, Malmö Toeschouwers: 19.555 Scheidsrechter: Carl Frederik Jørgensen (DEN) |

|                                                   |                                        |       |                                                               |                                                                            |
| 13 september «onderlinge duels» 13:15 uur (UTC+2) | Noorwegen                              | 2 – 4 | Denemarken                                                    | Ullevaalstadion, Oslo Toeschouwers: 30.142 Scheidsrechter: Ken Aston (ENG) |
| 13 september «onderlinge duels» 13:15 uur (UTC+2) | Åge Sørensen 38' Kjell Kristiansen 56' |       | 29' Harald Nielsen 53', 89' Henning Enoksen 64' Poul Pedersen | Ullevaalstadion, Oslo Toeschouwers: 30.142 Scheidsrechter: Ken Aston (ENG) |

|                                                |                                              |       |         |                                                                                             |
| 4 oktober «onderlinge duels» 13:30 uur (UTC+1) | Denemarken                                   | 4 – 0 | Finland | Københavns Idrætspark, Kopenhagen Toeschouwers: 35.500 Scheidsrechter: Leif Gulliksen (NOR) |
| 4 oktober «onderlinge duels» 13:30 uur (UTC+1) | Harald Nielsen 20', 22', 53' John Kramer 81' |       |         | Københavns Idrætspark, Kopenhagen Toeschouwers: 35.500 Scheidsrechter: Leif Gulliksen (NOR) |

|                                                 |                                                                                          |       |                                        |                                                                            |
| 18 oktober «onderlinge duels» 13:30 uur (UTC+1) | Zweden                                                                                   | 6 – 2 | Noorwegen                              | Ullevi, Göteborg Toeschouwers: 49.673 Scheidsrechter: Aatos Marttila (FIN) |
| 18 oktober «onderlinge duels» 13:30 uur (UTC+1) | Agne Simonsson 14' Bengt Berndtsson 21' Rune Börjesson 26', 48', 75' Henry Thillberg 61' |       | 67' Rolf Bjørn Backe 77' Harald Hennum | Ullevi, Göteborg Toeschouwers: 49.673 Scheidsrechter: Aatos Marttila (FIN) |